# Haget
Haget – miejscowość i gmina we Francji, w regionie Oksytania, w departamencie Gers.
Według danych na rok 1990 gminę zamieszkiwało 329 osób, a gęstość zaludnienia wynosiła 36 osób/km² (wśród 3020 gmin regionu Midi-Pyrénées Haget plasuje się na 738. miejscu pod względem liczby ludności, natomiast pod względem powierzchni na miejscu 1155.).